# Voorlopige Regering van Autonoom Siberië (Vologodski)

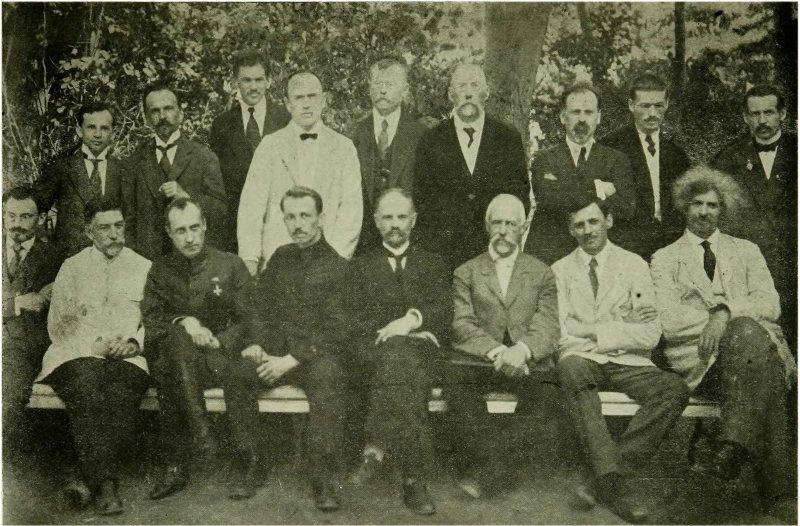
Leden van de regering in juni 1918.

De Voorlopige Regering van Autonoom Siberië (Russisch: Временное Сибирское правительство) was een kortstondige vazalstaat voor Siberië die werd gevestigd door de witten op 30 juni 1918 tijdens de bolsjewistische revolutie, na een staatsgreep in Omsk. De regering wordt geleid door Pjotr Vologodski. Het bestuurlijk centrum van deze regering was in Omsk. De regering werd feitelijk opgeheven in september 1918. 
Een andere groep die in hetzelfde periode de naam van de Voorlopige Regering van Autonoom Siberië gebruikte was de regering van Derber.

## Geschiedenis
In het begin van 1918 ontstond de Voorlopige Regering in Vladivostok. De meeste leden uit deze regering waren lid van de Sociaal-Revolutionaire Partij net zoals de voorzitter Pjotr Derber.
In juni 1918 werden de bolsjewistische troepen overlopen door het Tsjechisch Legioen en koningsgezinde Russische officiers. De ultraconservatieve en nationalistische Russische officieren gesteund door de Sociaal-Revolutionaire Partij ongeveer gelijk aan de eerder ingehuurde bolsjewistische officieren om een nieuwe regering op te richten dat ideologisch dichter bij hun stond. Op 30 juni 1918 werd er een congres belegd om een nieuwe regering op te richten. De voorzitter van de ministerraad van de regering was Vologodski.
De Voorlopige Regering van Autonoom Siberië van Derber in Vladivostok wilde de regering in Omsk niet erkennen. Een reorganisatie van de regering in Omsk volgde die de naam Voorlopige Regering van Autonoom Siberië aan.
De Voorlopige Regering van Autonoom Siberië in Omsk en Vladivostok weigerden om met elkaar samen te werken en ze claimden allebei de rol van autonome regering in Siberië. De generaals van het Siberische Legioen sloten een verbond met de regering in Omsk waardoor de zeggenschap van de regering afnam. In september 1918 werd de Voorlopige Regering van Autonoom Siberië onderdeel van de Voorlopige Regering van Alle Russen.